# روبرتو أليخاندرو سالسيدو
روبرتو أليخاندرو سالسيدو (بالإسبانية: Roberto Alejandro Salcedo)‏ (19 ديسمبر 1991 في المكسيك - ) هو لاعب كرة قدم مكسيكي في مركز حراسة المرمى.